# تشيلسي جايلز
تشيلسي جايلز (مواليد 25 يناير 1997) هي لاعبة جودو بريطانية فازت بالميدالية البرونزية في وزن 52كج في الألعاب الأولمبية الصيفية 2020.